# Ронкобелло
Ронкобелло (итал. Roncobello) — коммуна в Италии, располагается в регионе Ломбардия, в провинции Бергамо.
Население составляет 492 человека (2008 г.), плотность населения составляет 19 чел./км². Занимает площадь 25 км². Почтовый индекс — 24010. Телефонный код — 0345.
Покровителями коммуны почитаются святые апостолы Пётр и Павел, празднование 29 июня.

## Демография
Динамика населения:

## Администрация коммуны
- Официальный сайт: http://www.comune.roncobello.bg.it/